# Bonnetia bolivarensis
Bonnetia bolivarensis là một loài thực vật có hoa thuộc họ Clusiaceae.
Loài này chỉ có ở Venezuela, được biết duy nhất ở đỉnh xavan Ptari-tepui, thuộc Vườn quốc gia Canaima ở Bolívar.